# Grand Hotel Miramonti
Il Grand Hotel Miramonti è uno storico albergo di lusso di Cortina d'Ampezzo nelle Dolomiti.

## Storia
L'albergo venne costruito nel 1906 da Romeo Mainago e sua moglie Filomena. Già nella prima metà del XX secolo l'hotel divenne meta di importanti personalità, ospitando l'imperatore Francesco Giuseppe d'Austria, Umberto di Savoia, Ranieri di Monaco, Alfonso di Borbone, lo scià di Persia e il re Faruq d’Egitto. In seguito, l’Hotel Miramonti divenne una delle destinazioni predilette da numerose celebrità del mondo di Hollywood e Cinecittà del periodo della Dolce Vita, annoverando tra i suoi ospiti illustri Ingrid Bergman, Clark Gable, Peter Sellers, Brigitte Bardot, Sophia Loren, Gina Lollobrigida, Marcello Mastroianni e Alberto Sordi.
L'albergo ha fatto da sfondo per le riprese di alcune scene del film della saga di James Bond Solo per i tuoi occhi del 1981.